# Adam Hagara
Adam Hagara (* 26. April 2006 in Trnava) ist ein slowakischer Eiskunstläufer, der im Einzellauf antritt. Er ist der erste slowakische Eiskunstläufer, der eine Medaille bei einer ISU-Meisterschaft gewann.

## Sportliche Karriere
Adam Haraga begann 2010 mit dem Eiskunstlauf. Seine ältere Schwester Alexandra war in ihrer Jugend ebenfalls Eiskunstläuferin und ist inzwischen seine Trainerin.
Adam Hagara vertrat ab der Saison 2019/20 die Slowakei in internationalen Juniorenwettbewerben. Bei seinen ersten Juniorenweltmeisterschaften im Jahr 2020 wurde er 33., in den folgenden beiden Jahren belegte er einen 23. und einen 14. Platz. Einen deutlichen Leistungssprung machte er zur Saison 2023/24, in der er im Junioren-Grand-Prix-Finale sowie bei den Juniorenweltmeisterschaften die Bronzemedaille gewann. Bei den Juniorenweltmeisterschaften 2025 konnte er seinen 3. Platz verteidigen.
Seit 2021 tritt Hagara parallel bei den Erwachsenen an. In den Jahren 2021 bis 2025 war er durchgehend Slowakischer Meister und vertrat als solcher die Slowakei bei Europa- und Weltmeisterschaften. Bei seinen ersten Europameisterschaften im Jahr 2022 belegte er den 25. Platz belegte. In den folgenden Jahren erreichte er den 18., 11. und 12. Platz. Bei den Weltmeisterschaften belegte er 2022 den 26., 2023 den 23. und 2024 den 35. Platz.

## Ergebnisse
| Meisterschaft/Saison        | 2021/22 | 2022/23 | 2023/24 | 2024/25 |
| --------------------------- | ------- | ------- | ------- | ------- |
| Weltmeisterschaften         | 26.     | 23.     | 35.     | 16.     |
| Europameisterschaften       | 25.     | 18.     | 11.     | 12.     |
| Slowakische Meisterschaften | 1.      | 1.      | 1.      | 1.      |
| Four Nationals              | 4.      | 2.      | 1.      | 1.      |

Bei den Junioren
| Meisterschaft/Saison                | 2019/20 | 2021/22 | 2022/23 | 2023/24 | 2024/25 |
| ----------------------------------- | ------- | ------- | ------- | ------- | ------- |
| Olympische Jugend-Winterspiele      |         |         |         | 2.      |         |
| Juniorenweltmeisterschaften         | 33.     | 21.     | 14.     | 3.      | 3.      |
| Slowakische Juniorenmeisterschaften | 1.      |         |         |         |         |
| Junior-Grand-Prix-Finale            |         |         |         | 3.      |         |
| Junior Grand Prix Österreich        |         |         |         | 1.      |         |
| Junior Grand Prix Tschechien        |         |         |         |         | 3.      |
| Junior Grand Prix Frankreich        |         |         | 7.      |         |         |
| Junior Grand Prix Ungarn            |         |         |         | 4.      |         |
| Junior Grand Prix Polen             |         |         | 6.      |         |         |
| Junior Grand Prix Slowakei          |         | 13.     |         |         |         |
| Junior Grand Prix Slowenien         |         |         |         |         | 2.      |